# VOF de Kunst
A VOF de Kunst, vagy Európában ismert nevükön Art Company 1983-ban alakult holland popegyüttes Tilburgból. Legismertebb daluk az 1984-es "Suzanne" (vagy "Susanna"), amely egész Európában sláger volt, hazájukban a kislemezlista első helyét, az Egyesült Királyságban pedig a 12. helyet szerezte meg.
Az együttes énekese Nol Havens. 18 nagylemezük jelent meg, köztük egy élő album.

## Diszkográfia

### Nagylemezek
- 1983: Maandagmorgen 6:30
- 1984: Een Jaar Later
- 1987: Onbeperkt Houdbaar
- 1988: Open Huis in Artis
- 1990: Dikkertje Dap & Andere Bekende TV-Liedjes Van Annie M.G. Schmidt
- 1991: De Kunst Live
- 1993: De Nette Man
- 1994: De Griezel CD
- 1997: De Kerstboom Spreekt
- 2000: Balen!
- 2004: Teunis
- 2005: Wilde Dierenliedjes
- 2006: Het Grote Boek van Madelief
- 2007: Vanaf Hier Nog 5 Kwartier
- 2008: Druk
- 2009: Muziek op Schoot
- 2010: VOF De Kunst Zingt Jip En Janneke
- 2013: 2(013)